# 休·弗格森
休·弗格森（Hugh Ferguson，1895年3月2日—1930年1月8日）是蘇格蘭的職業足球運動員。他出生於馬瑟韋爾，業餘時期曾效力於帕克黑德的青年隊，是當時蘇格蘭最炙手可熱的年輕球員之一，後來與家鄉球會馬瑟韋爾簽約，展開職業生涯。他司職中鋒，進球效率穩定，在1918年至1921年間三度榮膺蘇格蘭足球聯賽神射手。他在聯賽中攻入284球，至今仍是該球會的紀錄<0xE3><0x80><0x82>到1925年時，他已成為蘇格蘭聯賽歷史上進球最多的球員。
1925年，弗格森以5,000英鎊（相当于2021年的£300,000）<0xE3><0x80><0x82>的身價轉會至威爾斯球會卡地夫城，並延續了他的進球勢頭。他連續四季成為球會神射手，並在1927年足總盃決賽中攻入致勝一球，助球隊以1-0擊敗兵工廠。他還在1927年慈善盾比賽中進球，助球隊以2-1戰勝業餘球隊科林斯。這兩場勝利使卡地夫城成為唯一贏得足總盃和慈善盾的非英格蘭球隊。儘管他的進球紀錄輝煌，職業生涯場均進球率高達0.855，但他從未入選蘇格蘭國家隊，不過曾三次代表蘇格蘭聯賽代表隊出場。
1929年，弗格森回到蘇格蘭加盟丹地，但難以重拾進球狀態。加盟六個月後，他失去了在隊中的位置。1930年1月8日，他自殺身亡，享年34歲。他是英格蘭及蘇格蘭足球聯賽歷史上僅有的七位聯賽進球數達到350球的球員之一。

## 職業生涯

### 早期生涯

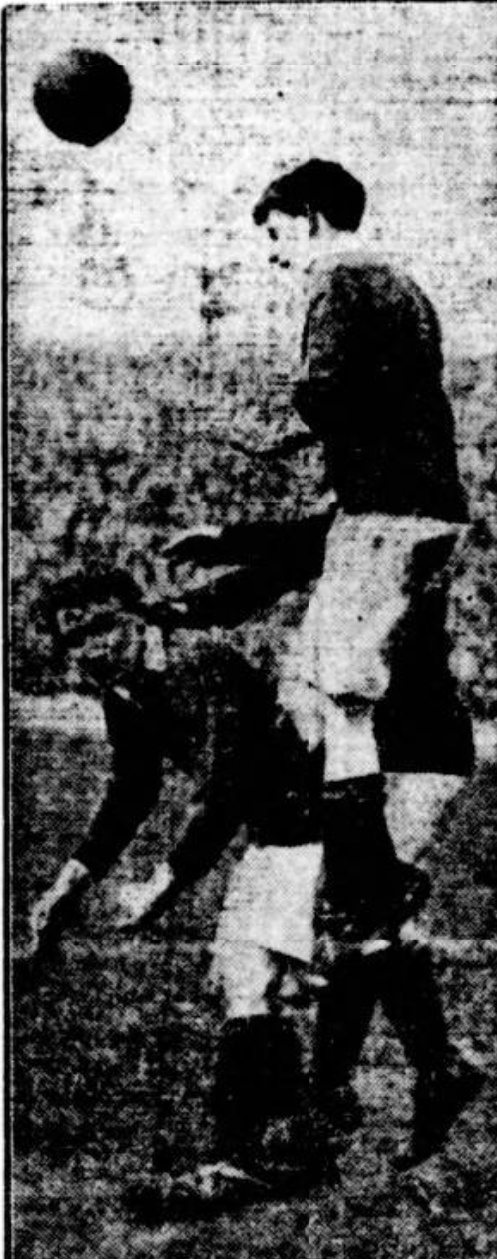
1916年蘇格蘭青年盃決賽中，弗格森（右側跳起者）代表帕克黑德青年隊頭球攻門。

弗格森的足球生涯始於家鄉馬瑟韋爾的本地青年隊，並曾代表達爾齊爾高中校隊擔任中場。之後，他加入了基督少年軍的馬瑟韋爾分支，後來又加入馬瑟韋爾之心（Motherwell Hearts）擔任邊鋒，並幫助球隊打入蘇格蘭青少年盃決賽。1914年，他加盟位於格拉斯哥的帕克黑德， 並改任中鋒。在1914-15賽季的蘇格蘭青年盃決賽中，他代表球隊出戰，對手是格拉斯哥港競技青年隊。弗格森在開賽20分鐘後，不停球直接射門，攻破對方門將大門，《星期日郵報》（The Sunday Post）稱之為「一記漂亮的進球」。帕克黑德最終以2-0贏得比賽。 在帕克黑德的第一個賽季結束時，他入選格拉斯哥青年聯賽代表隊，對陣蘇格蘭其他地區代表隊，並獨進三球，助球隊以5-1大勝。《中洛錫安日報》（Midlothian Journal）評論說弗格森「獨樹一幟」。 他曾與曼城進行合約談判，幾乎就要簽約，但隨著第一次世界大戰升級，英格蘭足球賽事暫停，轉會也因此告吹。
1915-16賽季前夕，儘管第一次世界大戰仍在進行，蘇格蘭足球賽事並未中斷。弗格森與家鄉球隊馬瑟韋爾進行了談判。由於與馬瑟韋爾領隊約翰·亨特的深入討論超時，他錯過了帕克黑德該賽季首場比賽的開賽時間。 他繼續留在帕克黑德，到了賽季中期，弗格森已成為全國最受追捧的年輕球員之一， 在賽季前四個月打入了超過30個進球， 引起了多家球會的關注。 同月，他拒絕了馬瑟韋爾的第二次邀請。一個月後，他原定要代表流浪者參加一場慈善賽，但在代表帕克黑德參加蘇格蘭青年盃比賽時受傷而退出，那場比賽他個人獨進五球。 1916年2月，他第二次入選格拉斯哥青年聯賽代表隊，對陣蘇格蘭其他地區代表隊， 並在5-2的勝利中攻入一球。 這場比賽是為了選拔蘇格蘭青年隊參加三月份對陣愛爾蘭青年隊的比賽，弗格森順利入選。在對陣愛爾蘭隊的比賽中，他受到嚴密盯防，錯失了幾次機會，對手粗暴的對待讓他感到沮喪。不過，他在下半場贏得一個十二碼，並親自罰進，助蘇格蘭以2-0獲勝。
西德·普德福特（Syd Puddefoot）回憶起弗格森在一場對陣謝特爾斯頓的蘇格蘭青年盃比賽。那場比賽被延誤了，弗格森可能會錯過一個約會；於是他為帕克黑德攻入八球後，假裝受傷提前離場，當時比賽結果已無懸念。帕克黑德最終以11-1贏得比賽。 弗格森還幫助帕克黑德在1916年連續第二次打入蘇格蘭青年盃決賽，但球隊以0-2負於彼得斯希爾。
1916年決賽後，帕克黑德的許多球員都被職業球會簽下。 弗格森在該隊的最後一年攻入了超過70個進球， 他比隊友們更晚轉為職業球員，因為他希望能收到來自蘭開夏郡的英格蘭足球聯賽球隊的邀請。《體育紀事報》（Sporting Chronicle）形容弗格森是「他那個時代最具爭議的青年球員」，有些人認為他「僅僅是個射手」，但又補充說「蘇格蘭沒有一家頂級球會不願意花上數十倍於10英鎊的價錢簽下弗格森」。 弗格森在1916-17賽季初回到帕克黑德，並在一場3-1戰勝斯特拉斯克萊德的比賽中為球隊梅開二度。

### 馬瑟韋爾

#### 首秀賽季與首個神射手獎

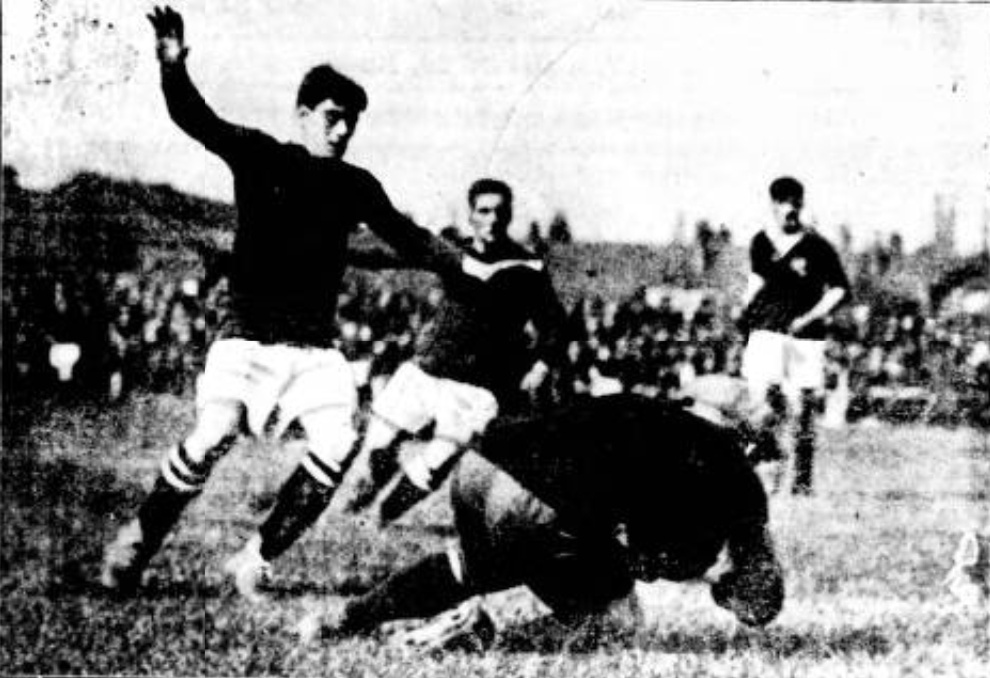
1916年8月，弗格森（左）在代表馬瑟韋爾的職業生涯首秀中帶球推進。

弗格森曾一度接近簽約些路迪， 但最終在1916-17賽季初加盟了家鄉球隊馬瑟韋爾。在轉會曼城的計劃落空後，他曾表示馬瑟韋爾是「他唯一會考慮的其他球會」。 1916年8月19日，他在與拉夫流浪2-2戰平的比賽中首次代表球隊出賽，並包辦了己方的兩個進球。 兩週後，他在4-2戰勝丹地的比賽中上演了職業生涯首個帽子戲法，並且還有一個進球因先前犯規被判無效。 馬瑟韋爾上半場以0-1落後，弗格森在下半場帶領球隊反敗為勝。 他賽季的前半段因輕傷影響了出場時間，但最終仍以25個聯賽進球結束了他的首個賽季， 其中包括1917年2月對陣鄧巴頓的第二個帽子戲法。 他的進球數在聯賽中排名第四，佔了球隊該賽季總進球數的近一半。 賽季末，他入選蘇格蘭聯賽代表隊，參加了一場對陣聯賽冠軍些路迪的慈善賽； 《謝菲爾德星報綠茵版》（Sheffield Star Green 'Un）評論說「很少有足球運動員能這麼快建立起聲譽」。
在1917-18賽季的首場比賽中，弗格森打入了新賽季的首批進球，在4-2戰勝第三蘭納克的比賽中包辦了馬瑟韋爾的全部四個進球。 10月份對陣聖美倫的一場聯賽中，他在對方禁區內被犯規後失去意識。裁判判罰了十二碼，隊友罰進致勝一球。弗格森被擔架抬下場，之後缺席了三週的比賽。 該賽季他還上演了更多帽子戲法：第一個是在12月對陣艾爾聯時完成的， 這使得弗格森在1917年底以22個進球成為蘇格蘭進球最多的球員。 第二個帽子戲法則是在一個月後，即1918年1月對陣女王公園時完成的。 他以34球的成績結束了該賽季，成為蘇格蘭聯賽神射手，比第二名第三蘭納克的大衛·麥克萊恩多三球。 他的進球幫助馬瑟韋爾獲得第五名，並成為聯賽中進球最多的球隊，弗格森再次貢獻了球隊約一半的進球。

#### 更多前五成績
馬瑟韋爾在1918-19賽季開局不佳，前五場比賽僅攻入兩球，其中一球由弗格森打入。 他的賽季受到疾病影響，因喉嚨感染迫使他錯過了1918年最後兩個月的大部分比賽。 馬瑟韋爾最終恢復狀態，再次獲得第五名，但進球數大幅減少， 弗格森本人在26次出場中打入19個聯賽進球，這是他在該隊單賽季的最低進球數，儘管他仍然是球隊的神射手。
弗格森在1919-20賽季的首場比賽中上演帽子戲法，幫助球隊戰勝丹地，打入了他該賽季的首批進球。 三週後，他在對陣咸美頓學院的比賽中再次上演帽子戲法，並因此獲得了當地商人T·B·希爾贈送的一塊金錶。 接著，弗格森在馬瑟韋爾的下一場對陣拉夫流浪的比賽中梅開二度，使他成為蘇格蘭聯賽的神射手，前六場比賽攻入十一球，比最接近的對手多三球。 直到10月6日球隊輸給丹地之前，弗格森在他出場的所有聯賽中都有進球。 他賽季初的出色表現使他入選蘇格蘭聯賽代表隊，對陣愛爾蘭聯賽代表隊， 但他在前一週對陣赫斯的聯賽中受傷，退出了比賽。 這次受傷讓弗格森缺席了五週，直到12月中旬對陣巴特里的比賽才復出。
儘管缺席了一段時間，到1920年1月底，弗格森仍與喜伯年的詹姆斯·威廉森以21球並列聯賽神射手榜首位。 2月初，弗格森在5-1戰勝克萊德的比賽中上演帽子戲法，超越了對手。 他第二次入選蘇格蘭聯賽代表隊，並在3月20日參加了與英格蘭聯賽代表隊的比賽，球隊以0-4告負。他在比賽中錯失了幾次得分機會，《星期日郵報》對他的表現提出了批評。 弗格森最終以33球的成績結束了該賽季，成為蘇格蘭聯賽神射手。 他的進球幫助馬瑟韋爾獲得聯賽第三名，這是他們當時在頂級聯賽中的最高排名。

#### 破紀錄賽季
弗格森在1920-21賽季繼續保持良好狀態，在賽季初6-0大勝女王公園的比賽中攻入四球。 兩週後，他又在對陣福爾柯克的比賽中上演帽子戲法，到10月底時已成為聯賽並列神射手。 他的進球能力引起了英格蘭足球聯賽球會的注意，愛華頓和哈特斯菲爾德都曾向馬瑟韋爾詢問轉會事宜，但均被拒絕。 11月，在8-2大勝當時墊底的鄧巴頓的比賽中，他又攻入四球，賽季進球數達到21個，成為當時蘇格蘭和英格蘭進球最多的球員。
一個月後，弗格森在該賽季第三次單場攻入四球，這次是在6-1戰勝艾爾聯的比賽中。 4月16日，他在戰勝鴨巴甸的比賽中第四次上演單場四球的好戲。憑藉這四個進球，他打破了由流浪者隊的威利·里德在一戰前創下的蘇格蘭聯賽單賽季39球的紀錄。弗格森的賽季進球數達到了40個。 他最終以42球結束了該賽季，四年內第三次成為聯賽神射手。他的進球紀錄直到第二年才被聖美倫的鄧肯·沃克以45球打破。
在1921-22賽季的頭幾個月裡，弗格森在對陣鄧巴頓的比賽中打入了該賽季的首個帽子戲法， 當時他的進球數僅比沃克少一個。 兩週後，他在10月份第二次代表蘇格蘭聯賽代表隊出場，並在3-0戰勝愛爾蘭聯賽代表隊的比賽中進球。 12月，他在5-2戰勝克萊德班克的比賽中包辦了馬瑟韋爾的所有進球，其中四球是在上半場打入的。 弗格森頻繁地與英格蘭球會聯繫在一起，但《星期日郵報》在1922年1月報導稱，他無意離開蘇格蘭，也不喜歡英格蘭的足球風格。 在沃克打破紀錄的那個賽季，弗格森以35球的成績位列聯賽射手榜第二位，比沃克少十球。

#### 接近轉會與晚期
1921-22賽季結束時，弗格森主動要求馬瑟韋爾將他列入轉會名單； 此舉引來了多家球會的接洽。 1922年6月，曼城出價3,500英鎊（相当于2021年的£200,000）被馬瑟韋爾拒絕，後者對弗格森的估價約為4,000英鎊（£230,000）。曼城隨後將報價提高到3,900英鎊（£230,000），馬瑟韋爾董事會接受了報價，但弗格森拒絕了這次轉會，導致交易失敗。 他還曾與英格蘭足球丙級南部聯賽球隊般尼茅夫與保斯高美競技洽談擔任球員兼領隊的事宜， 一些報紙甚至報導稱交易已經完成。 然而，最終沒有任何轉會成行；弗格森認為自己無法從潛在的轉會費中分得一杯羹是不公平的，因此他缺席了1922-23賽季初的幾週比賽。 他最終與馬瑟韋爾重新簽約，並在9月2日對陣鴨巴甸的比賽中回歸，球隊以1-2告負，他打入了己方的唯一進球。
到10月中旬，弗格森已攻入六球，當時喬治·弗倫奇因傷退出，弗格森被徵召入蘇格蘭聯賽代表隊參加對陣愛爾蘭的比賽。 他在比賽中梅開二度，助球隊以3-0獲勝。 11月，他在對陣基爾馬諾克和克萊德的比賽中上演帽子戲法，使他該賽季的進球數在月底達到12個。 弗格森延續了他的帽子戲法勢頭，在12月、1月和2月又各上演一次，使他該賽季的帽子戲法總數達到五次。 他還在蘇格蘭足總盃對陣福爾柯克和博內斯的比賽中上演帽子戲法。 後者在第四輪的勝利使得馬瑟韋爾隊史首次晉級該賽事的準決賽。 儘管缺席了9場比賽，弗格森仍以29個聯賽進球結束了該賽季，成為蘇格蘭射手榜第二名， 僅比赫斯的喬克·懷特少一球。

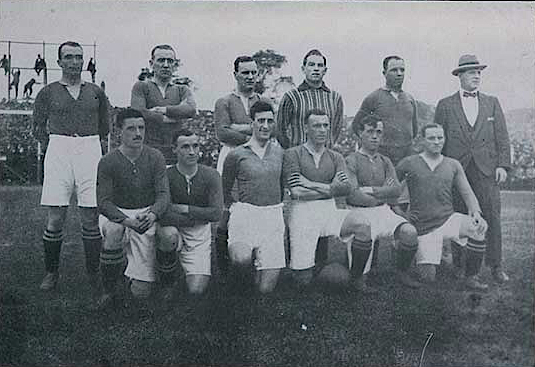
1923年巡迴賽期間的第三蘭納克隊 – 弗格森（站立者，左三）

1923年夏天，第三蘭納克安排了一次南美巡迴賽， 但發現人手不足。球隊隨後邀請了其他蘇格蘭球隊的球員一同前往，弗格森同意參加。 他在八場比賽中攻入八球，對手包括獨立隊、彭拿路以及烏拉圭代表隊。 巡迴賽前，《運動新聞》（Athletic News）寫道，弗格森在1920年代初是「大不列顛最有效率的中鋒」。 在接下來的賽季中，他再次成為年初的神射手之一，到10月底時已攻入12球，僅落後於拉夫流浪的湯姆·詹寧斯。 兩週後，弗格森在2-1戰勝女王公園的比賽中，因報復對方後衛的粗野動作而被罰下場。 他後來受到蘇格蘭足球總會的訓誡，但未受到進一步處罰。 弗格森最終以27個進球（33次聯賽出場）位列射手榜第三，落後於丹地前鋒戴夫·哈利迪和詹寧斯。
儘管弗格森進球紀錄輝煌，但在1924-25賽季初，馬瑟韋爾嘗試將他移至內右鋒位置，而非他慣常的中鋒位置。 雖然他經常在這兩個位置之間輪換，但弗格森的進球效率依然穩定，到10月底時僅比聯賽神射手少一個進球。 1925年1月，弗格森收到了前往美國踢球的邀請，但他拒絕了。 同月稍後，他在蘇格蘭足總盃第一輪6-3戰勝加爾斯頓的比賽中獨進五球。 馬瑟韋爾該賽季最終排名第18位，這是他們自一戰前以來的最低排名。 然而，弗格森在聯賽射手榜上並列第四， 但由於球會需要籌集資金，他仍然被列在轉會名單上。
儘管被掛牌出售，弗格森仍在1925-26賽季初留在馬瑟韋爾，並在首日對陣克萊德班克的比賽中梅開二度，幫助球隊獲勝。 在他效力該隊的最後一個賽季中，弗格森在12次出場中攻入12球， 當時在蘇格蘭聯賽射手榜上僅比大衛·麥克雷少一球，位列第二。 他為球會打入的最後進球是在2-0戰勝咸美頓的比賽中，他包辦了己方的兩個進球。

### 卡地夫城
1925年11月，威爾斯球會卡地夫城的官員向弗格森提出了報價。他們的首次出價被拒絕，但很快便再次報價，滿足了馬瑟韋爾的要價； 弗格森最終以5,000英鎊（相当于2021年的£300,000）<0xE3><0x80><0x82>的轉會費簽約， 這比當時的最高轉會費紀錄僅低1,000英鎊。 他在蘇格蘭球會非常受歡迎，以至於當地的鋼鐵廠停工半小時，工人們列隊街頭為弗格森送行。 在他離開時，火車站也聚集了大批人群，當他經過時，大衛·科爾維爾父子工廠鳴響了21聲霧號致敬。 陪同他的卡地夫城領隊弗雷德·斯圖爾特表示，「從未見過哪個球員受到如此隆重的送別」。 弗格森是卡地夫城短時間內簽下的三名蘇格蘭球員之一，喬·卡西迪和喬治·麥克拉克倫兩人合計的轉會費也達到了類似的5,000英鎊。 弗格森在1925年11月7日代表球隊於英格蘭足球甲級聯賽首次亮相，並在5-2戰勝李斯特城的比賽中進球， 該場比賽卡西迪上演了帽子戲法。
在前三次出場攻入一球後，弗格森開始了一段進球高潮。他在接下來的五場比賽中攻入七球，包括在對陣保頓、諾士郡和西布朗的比賽中打入致勝球。在他的首個賽季中，儘管只參加了卡地夫城一半的比賽，弗格森仍以19個聯賽進球成為球會神射手。他的進球還包括1926年4月在4-2戰勝諾士郡的比賽中上演的他在英格蘭足球聯賽的首個帽子戲法。卡地夫城該賽季最終排名第16位，成功保級。 球隊在賽季後半段狀態提升，進攻能力的增強被認為是主要原因，而弗格森的進球被視為關鍵因素。
他在1926-27賽季再次成為球會神射手，在39場聯賽中攻入26球， 儘管為了讓弗格森和倫·戴維斯都能首發上陣，他經常被安排在內右鋒位置。 在該賽季中，弗格森在卡地夫城晉級足總盃決賽的過程中發揮了關鍵作用。他在前四場比賽中攻入兩球，隨後在第四輪對陣車路士的重賽中罰入十二碼，打入致勝一球。在第四輪對陣衛冕冠軍保頓的比賽前，弗格森收養了一隻名叫特里克西（Trixie）的「幸運」黑貓。他在卡地夫城隊下榻的修夫港的皇家伯克代爾高爾夫俱樂部發現了這隻流浪貓。這隻貓一直跟著球員們，據說牠「對休吉表現出明顯的偏愛」。 弗格森找到了貓的主人，並說服他們將貓送給他，條件是如果卡地夫城晉級決賽，就給他們決賽門票。 在準決賽中，他對陣雷丁時梅開二度，幫助卡地夫城以3-0獲勝，晉級1927年足總盃決賽。
在晉級決賽的所有輪次中都擔任內右鋒後， 弗格森在決賽中被調回中鋒位置。 比賽進行到第74分鐘，弗格森接到右路擲出的界外球後，倉促地向兵工廠球門踢出一記軟弱無力的射門。兵工廠門將丹·劉易斯似乎接住了球，但在上前逼搶的倫·戴維斯的壓力下，讓球從手中滑過；劉易斯絕望地試圖撿回球，卻不慎用手肘將球撞入自家大門。 弗格森19歲的隊友厄尼·柯蒂斯談到這個進球時說：
：「當休吉·弗格森射門時，我正處於右側禁區邊緣的線上，兵工廠的門將稍微提前蹲下準備接球。球在飛向他時旋轉了一下，並且發生了輕微的變向，所以他現在稍微偏離了球的路線。倫·戴維斯正跟進射門，我想丹一定分心留意著他。結果是他沒有穩穩接住球，球從他身下滑過並滾過了門線。倫跳過了他衝進球網，但實際上並沒有碰到球。」
弗格森的進球幫助卡地夫城以1-0贏得比賽，成為唯一贏得該項賽事的非英格蘭球隊。 他在聯賽中攻入26球，在球隊的足總盃征程中攻入6球，以單賽季32球的成績創下了新的球會單賽季進球紀錄。該紀錄直到2003年才被羅拔·安梳以單賽季35球打破。 接下來的賽季，弗格森在前十場聯賽中攻入七球，並在10月12日的1927年慈善盾比賽中進球，幫助球隊以2-1戰勝業餘球隊科林斯。卡地夫城該賽季最終排名第六，但弗格森在賽季後半段受到傷病困擾；聖誕節後，他從未連續出場超過三場聯賽。儘管如此，他再次成為卡地夫城的神射手，在聯賽中攻入18球。1928年4月，他在威爾斯盃決賽中梅開二度，幫助卡地夫城以2-0擊敗班戈。
弗格森在1928-29賽季首日罰入十二碼，幫助球隊以1-1戰平紐卡素聯。在球隊的第二場比賽中，他創下了球會單場聯賽進球紀錄，在1928年9月1日對陣般尼的比賽中獨進五球，幫助卡地夫城以7-0大勝。 八場比賽過後，他以十個進球領跑甲級聯賽射手榜。 他的進球使他超越了史提夫·布盧默，以352球成為蘇格蘭和英格蘭足球史上進球最多的球員，而且用時更短。 隨後，他開始遭受持續的傷病困擾，在9月底參加了1-0負於阿士東維拉的比賽後，直到聖誕節前僅又出場三次。 這恰逢卡地夫城狀態下滑，他們在接下來的13場比賽中僅攻入7球， 在此期間，《西部郵報》對弗格森的缺陣表示惋惜。 他最後一次為卡地夫城出場是在1929年2月23日，在2-2戰平曼聯的比賽中進球。 由於卡地夫城面臨保級壓力且遭遇財政困難，弗格森成為球會希望出售的12名球員之一。 另一位中鋒吉米·芒羅的簽約進一步削弱了他的地位。 儘管在球會的42場聯賽中僅出場20次，弗格森仍以14個聯賽進球連續第四個賽季成為卡地夫城的神射手。這也是他連續第14個賽季（包括在馬瑟韋爾和卡地夫城）成為所在球隊的神射手。 他最後一次代表球會出場是在5月1日，當時他在威爾斯盃決賽中以0-3負於康納斯基及索頓。

### 丹地
1929年6月，弗格森回到蘇格蘭加盟丹地。卡地夫城原本希望以1,000英鎊（相当于2021年的£60,000）的價格出售他，但最終轉會費約為800英鎊（£50,000）。 弗格森曾公開表示希望回到馬瑟韋爾，球會也考慮過這個選項，但最終未能成行。 他在賽季首日對陣福爾柯克的比賽中首次代表丹地出場， 並在賽季初擔任中鋒，但難以再現他以往的進球狀態。他為球會打入的第一個進球是在10月份，當時他在對陣女王公園的比賽中攻入了全場唯一進球。 《丹地信使報》後來報導稱，他當時「健康狀況不佳」，但仍堅持比賽。他後來被移至外右鋒位置，最終完全被排除在主力陣容之外。他為球會參加的最後一場比賽是1929年12月14日3-0戰勝赫斯的比賽。 他在該場比賽中的表現受到批評，隨後被排除在一線隊之外。 後來有報導稱，他一直遭受嚴重的腿部抽筋，導致他難以衝刺。

## 逝世
弗格森陷入了抑鬱狀態。據他在馬瑟韋爾的前同事描述，他在1930年1月初表現出「憂鬱的神態和明顯的身體痛苦」。 在1929年底的幾個月裡，他一直飽受失眠困擾，並開始擔心自己的健康狀況。 1月8日，他在一次訓練結束後留在丹地的球場登斯公園，通過吸入煤氣自殺身亡。第二天早上，在球場工作的油漆工發現了他的屍體。他身旁有一個打開的煤氣爐，頭上蓋著一件大衣。他被緊急送往丹地皇家醫院，但被宣告死亡。 他的死常常被歸因於，在他回到蘇格蘭後未能達到預期表現時，受到球迷的嘲諷和謾罵所帶來的壓力。 在他為丹地效力的最後一場比賽中，由於抽筋影響發揮，他受到了觀眾的大量批評。《丹地晚報》（Dundee Evening Telegraph）評論說，對弗格森而言，「那天下午的經歷極其痛苦。」 丹地董事威廉·麥金托什評論道：「（弗格森）為丹地盡了最大努力，他把失敗放在了心上。他未能成功肯定不是因為不夠努力……最近他變得執念於自己作為足球運動員的價值已經終結。」
弗格森去世時年僅34歲，留下了妻子傑西和兩個孩子。 當時傑西還懷著他們的第三個孩子。 他的家人將他的死因歸咎於「內耳失衡」，這影響了他的平衡感並導致了他的狀態不佳。他們認為這可能是由未確診的腦瘤引起的。 弗格森的遺體從丹地運回馬瑟韋爾；他的四名丹地隊友將他的棺材抬到靈車上，其餘隊員則在一旁目送。在他的家中舉行了一個小型儀式後，他被安葬在家鄉馬瑟韋爾的艾爾布爾斯公墓。

## 家庭與個人生活
弗格森於1895年3月2日出生於馬瑟韋爾，有六個兄弟和一個姐妹。 他的父親在他16歲時死於一次煤礦事故。 他於1924年3月21日在家鄉與傑西·安德魯斯結婚。 他的叔叔也叫休·弗格森，是一位政治家，曾擔任馬瑟韋爾選區的國會議員，他有時會在政治集會上協助叔叔。 弗格森的兒子傑克後來代表英國參加了1952年和1956年奧運會的水球比賽。 他的女兒薩迪後來嫁給了鄧弗姆林球員詹姆斯·霍格，他是蘇格蘭國腳博比·霍格的兄弟。
弗格森被認為是一位生活作風良好的球員：他禁酒，從不吸煙，並且會去教堂。 他還對養鳥感興趣，並在馬瑟韋爾及地區籠鳥協會舉辦的比賽中展示他的鳥。1923年，他憑藉一隻金翅雀雜交種贏得了他所在組別的冠軍，並在另一組別獲得亞軍。次年，他又贏得了多個獎項。

## 比賽風格
弗格森的主要特點是他的終結能力；《體育紀事報》在他1916年代表馬瑟韋爾首次亮相後指出，他「具備中鋒所需的所有身體素質，無疑是一位出色的射手」。 在他首個職業賽季結束時，《每日紀事報》寫道：「休能吸引對方防守，他控球能力不錯，而且從不忘記球門在哪裡」。該報還提到了他的身體素質，指出雖然這不是他比賽的主要方面，「但他絕非弱不禁風。他能承受衝撞，也能還以顏色。」 1925年他簽約卡地夫城時，《西部郵報》形容他「不算特別高大，但非常精幹和敏捷」。
他還以謙遜和公平競賽精神著稱。 在馬瑟韋爾執教過弗格森的約翰·亨特形容他「品行無可挑剔，是一位正直的好人，最重要的是，他是一位紳士。」 這方面的一個例子發生在效力馬瑟韋爾期間對陣喜伯年的一場聯賽中。對方門將比爾·哈珀受傷了，當哈珀難以接住一次傳中球時，弗格森本有機會利用這一點。但他沒有利用哈珀的不幸，而是讓門將恢復過來，阻止了一次必進球。

### 進球紀錄
儘管弗格森在馬瑟韋爾表現出色，但他從未入選蘇格蘭國家隊。 在他1925年離開球會時，弗格森是蘇格蘭聯賽歷史上進球最多的球員。後來他被吉米·麥格羅里和鮑勃·麥克菲爾超越。 他是蘇格蘭和英格蘭足球史上僅有的七位聯賽進球超過350個的球員之一， 職業生涯場均進球率為0.855。
多年來，弗格森一直保持著馬瑟韋爾球會連續比賽進球的紀錄，直到2023年被凱文·范費恩打破。

## 生涯統計
| 球會     | 賽季         | 聯賽           | 聯賽 | 聯賽 | 足總盃 | 足總盃 | 其他 | 其他 | 總計 | 總計 |
| 球會     | 賽季         | 組別           | 上陣 | 進球 | 上陣   | 進球   | 上陣 | 進球 | 上陣 | 進球 |
| -------- | ------------ | -------------- | ---- | ---- | ------ | ------ | ---- | ---- | ---- | ---- |
| 馬瑟韋爾 | 1916–17      | 蘇格蘭甲組聯賽 | 29   | 25   | –      | –      | –    | –    | 29   | 25   |
| 馬瑟韋爾 | 1917–18      | 蘇格蘭甲組聯賽 | 31   | 34   | –      | –      | –    | –    | 31   | 34   |
| 馬瑟韋爾 | 1918–19      | 蘇格蘭甲組聯賽 | 26   | 19   | –      | –      | –    | –    | 26   | 19   |
| 馬瑟韋爾 | 1919–20      | 蘇格蘭甲組聯賽 | 35   | 33   | 1      | 1      | –    | –    | 36   | 34   |
| 馬瑟韋爾 | 1920–21      | 蘇格蘭甲組聯賽 | 36   | 42   | 6      | 6      | –    | –    | 42   | 48   |
| 馬瑟韋爾 | 1921–22      | 蘇格蘭甲組聯賽 | 33   | 35   | 4      | 3      | –    | –    | 37   | 38   |
| 馬瑟韋爾 | 1922–23      | 蘇格蘭甲組聯賽 | 29   | 29   | 5      | 7      | –    | –    | 34   | 36   |
| 馬瑟韋爾 | 1923–24      | 蘇格蘭甲組聯賽 | 33   | 27   | 3      | 4      | –    | –    | 36   | 31   |
| 馬瑟韋爾 | 1924–25      | 蘇格蘭甲組聯賽 | 37   | 28   | 4      | 6      | –    | –    | 41   | 34   |
| 馬瑟韋爾 | 1925–26      | 蘇格蘭甲組聯賽 | 12   | 12   | 0      | 0      | –    | –    | 12   | 12   |
| 馬瑟韋爾 | 馬瑟韋爾總計 | 馬瑟韋爾總計   | 301  | 284  | 23     | 27     | 0    | 0    | 324  | 311  |
| 卡地夫城 | 1925–26      | 英格蘭甲組聯賽 | 26   | 19   | 3      | 2      | 0    | 0    | 29   | 21   |
| 卡地夫城 | 1926–27      | 英格蘭甲組聯賽 | 39   | 26   | 7      | 6      | 1    | 0    | 47   | 32   |
| 卡地夫城 | 1927–28      | 英格蘭甲組聯賽 | 32   | 18   | 3      | 2      | 5    | 5    | 40   | 25   |
| 卡地夫城 | 1928–29      | 英格蘭甲組聯賽 | 20   | 14   | 0      | 0      | 3    | 1    | 23   | 15   |
| 卡地夫城 | 卡地夫城總計 | 卡地夫城總計   | 117  | 77   | 13     | 10     | 9    | 6    | 139  | 92   |
| 丹地     | 1929–30      | 蘇格蘭甲組聯賽 | 17   | 2    | 0      | 0      | –    | –    | 17   | 2    |
| 生涯總計 | 生涯總計     | 生涯總計       | 435  | 363  | 36     | 37     | 9    | 6    | 480  | 406  |

## 榮譽
卡地夫城
- 足總盃: 1926–27
- 慈善盾: 1927
- 威爾斯盃: 1927–28；亞軍：1928–29

個人
- 蘇格蘭甲組聯賽神射手：1917–18、1919–20、1920–21[55]

## 註腳
1. ↑  儘管卡地夫城位於威爾斯，但他們參加英格蘭足球聯賽系統。
2. ↑  包括其他正式比賽，如慈善盾及威爾斯盃